# Rakovskaja
Rakovskaja (in russo Раковская) è un villaggio (деревня) russo del Šenkurskij rajon, nell'Oblast' di Arcangelo. È centro amministrativo di uno degli undici comuni rurali del distretto di Šenkursk.